# Gare de Champagne-sur-Oise
Ne doit pas être confondu avec Gare de Champagne-sur-Seine.
La gare de Champagne-sur-Oise est une gare ferroviaire française de la ligne de Pierrelaye à Creil, située sur le territoire de la commune de Champagne-sur-Oise, dans le département du Val-d'Oise, en région Île-de-France.
C'est une gare SNCF desservie par les trains du réseau Transilien Paris-Nord (ligne H).

## Situation ferroviaire

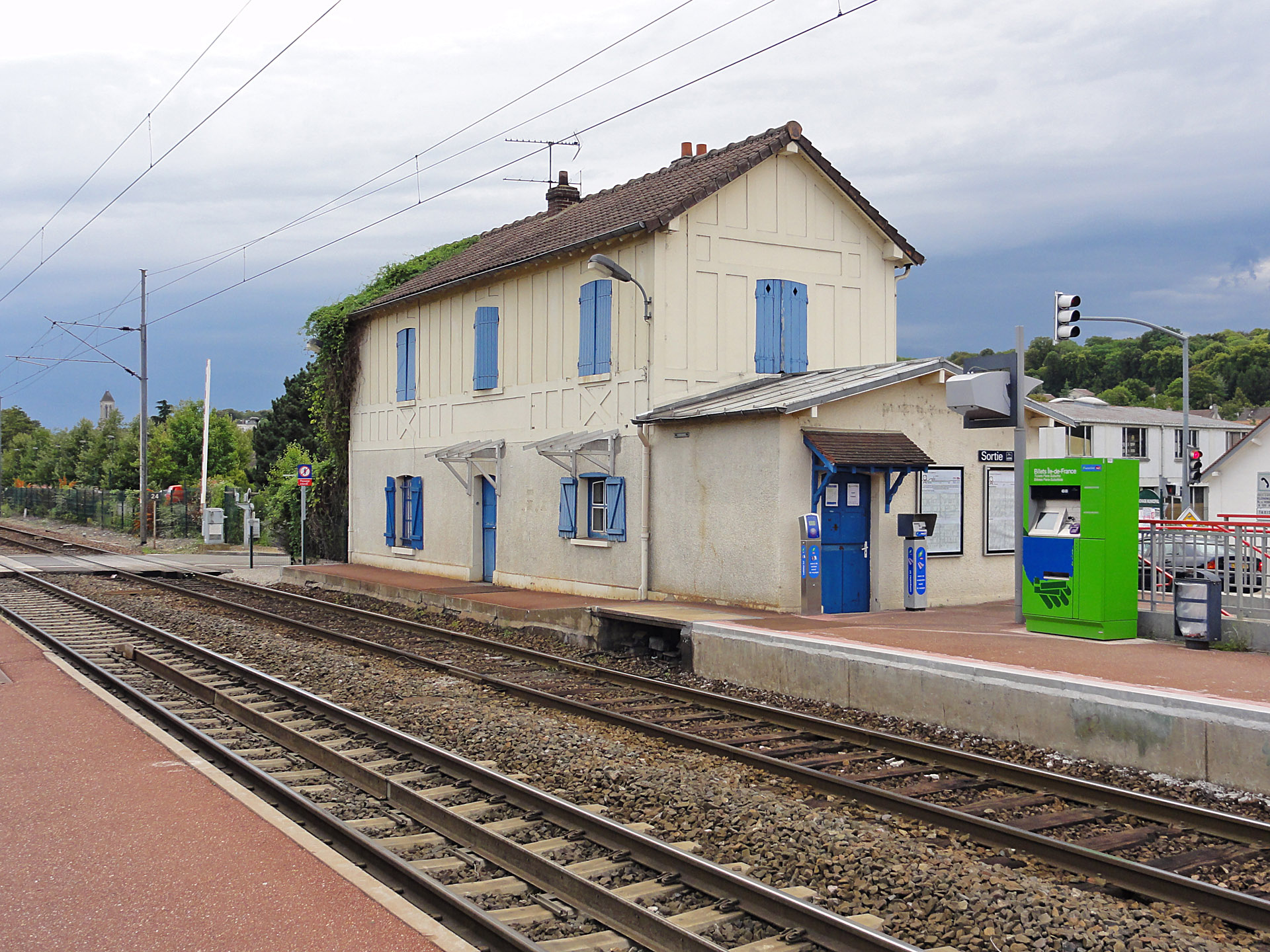
Le bâtiment voyageurs de la gare avant sa démolition.

Établie à 28 mètres d'altitude, la gare de Champagne-sur-Oise est située au point kilométrique (PK) 42,963 de la ligne de Pierrelaye à Creil, entre les gares de L'Isle-Adam - Parmain et de Persan - Beaumont.

## Histoire
En novembre 2017, le bâtiment voyageurs de la gare a été démoli. À son emplacement, une entrée nouvelle a été mise en service au premier semestre 2018.
En 2018, selon les estimations de la SNCF, la fréquentation annuelle de la gare est de 353 481 voyageurs.
En janvier 2020, les travaux ont repris afin d'améliorer le mur de la gare, en effectuant des retouches sur celui-ci : ajout de plus de végétation, ainsi qu'une microbibliothèque.

## Service des voyageurs

### Desserte
Elle est desservie par les trains du réseau Transilien Paris-Nord (ligne H) circulant entre Persan - Beaumont et Paris-Nord d'une part, entre Pontoise et Creil d'autre part.

### Correspondance
La gare est desservie par la ligne 1303 du réseau de bus Haut Val-d'Oise et, la nuit, par la ligne N147 du réseau de bus Noctilien.

## Galerie de photographies

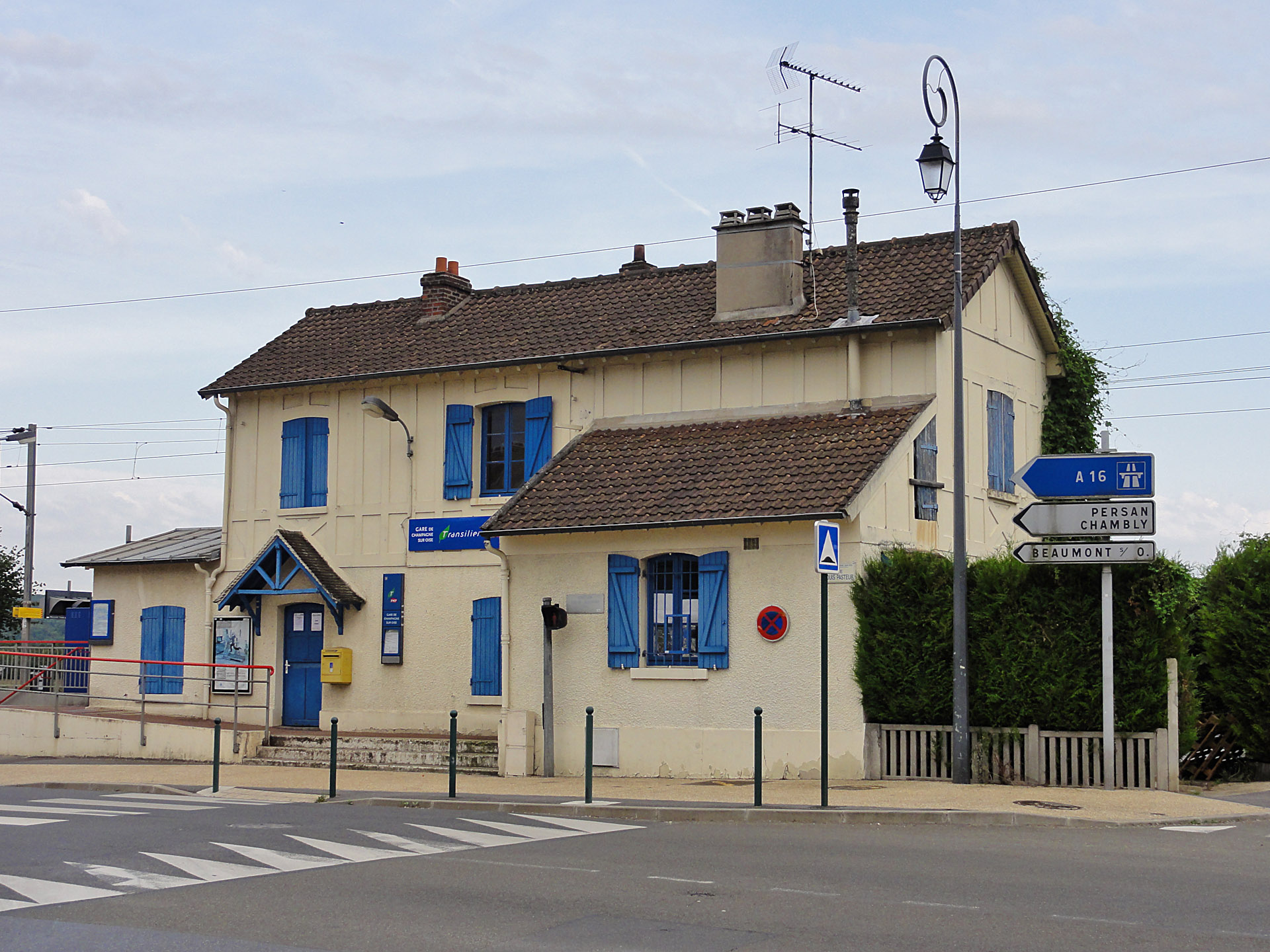
Façade du bâtiment des voyageurs.
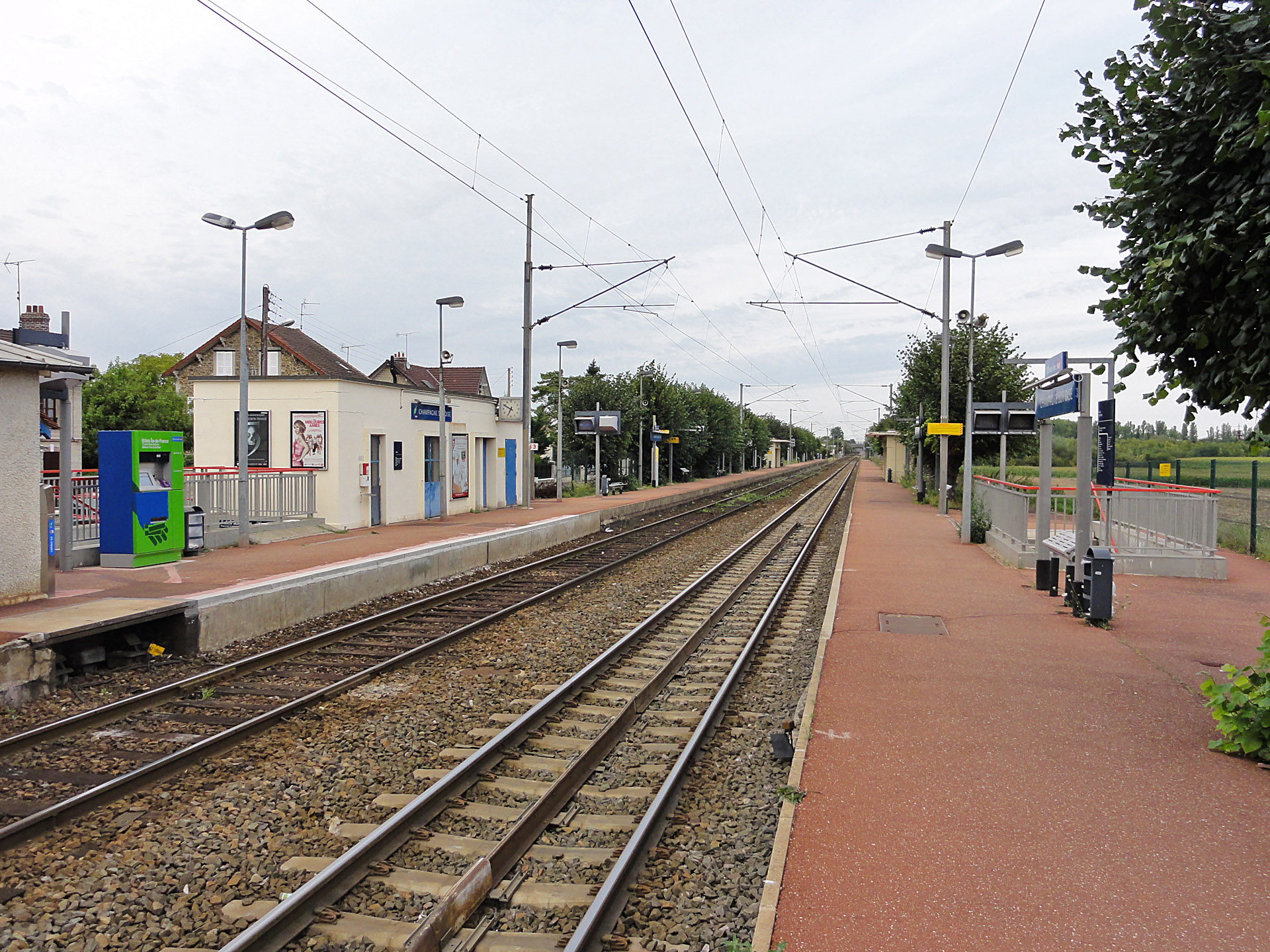
Vue d'ensemble des quais en direction de Persan - Beaumont.
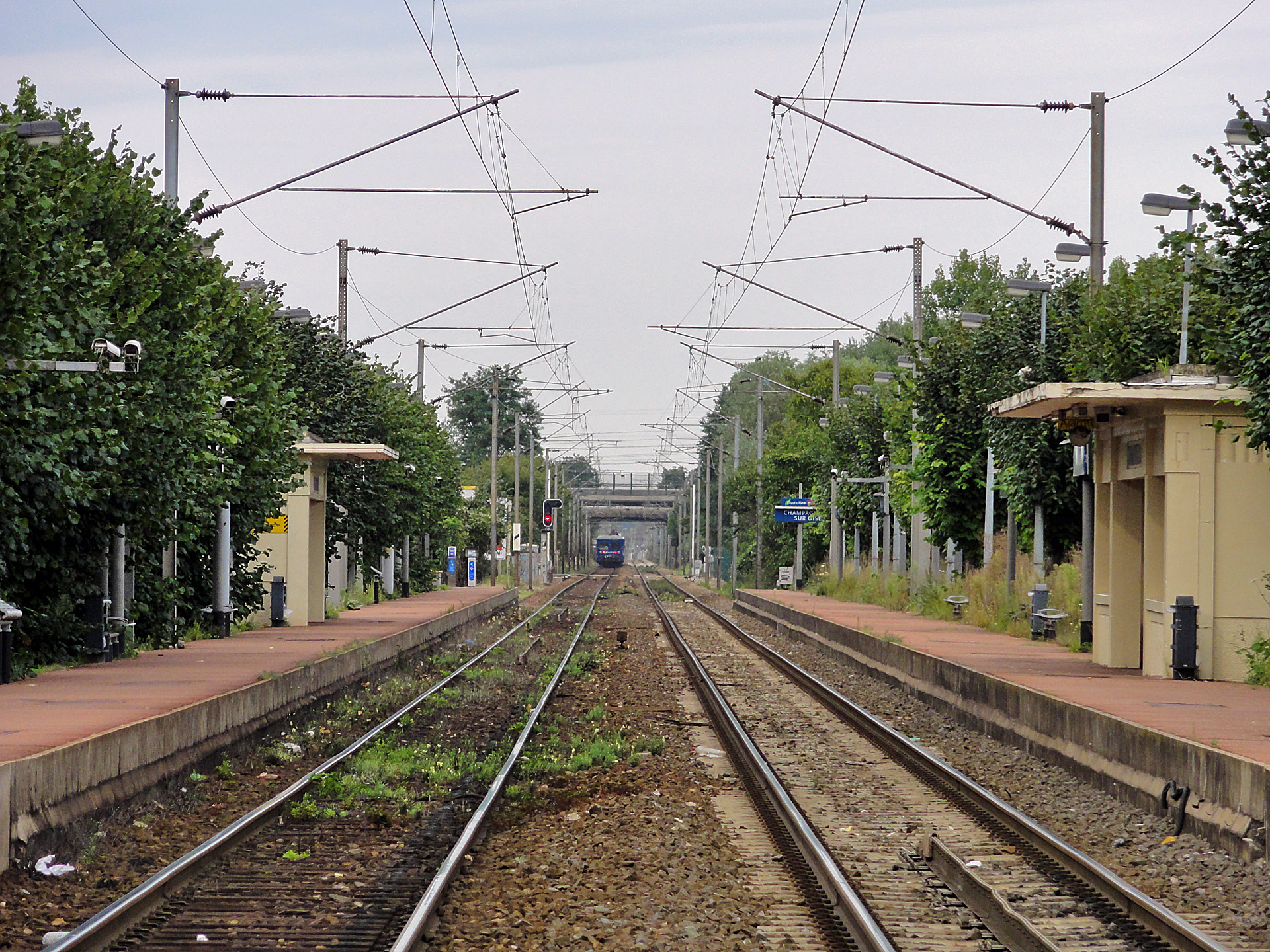
Les voies en direction de Persan - Beaumont.
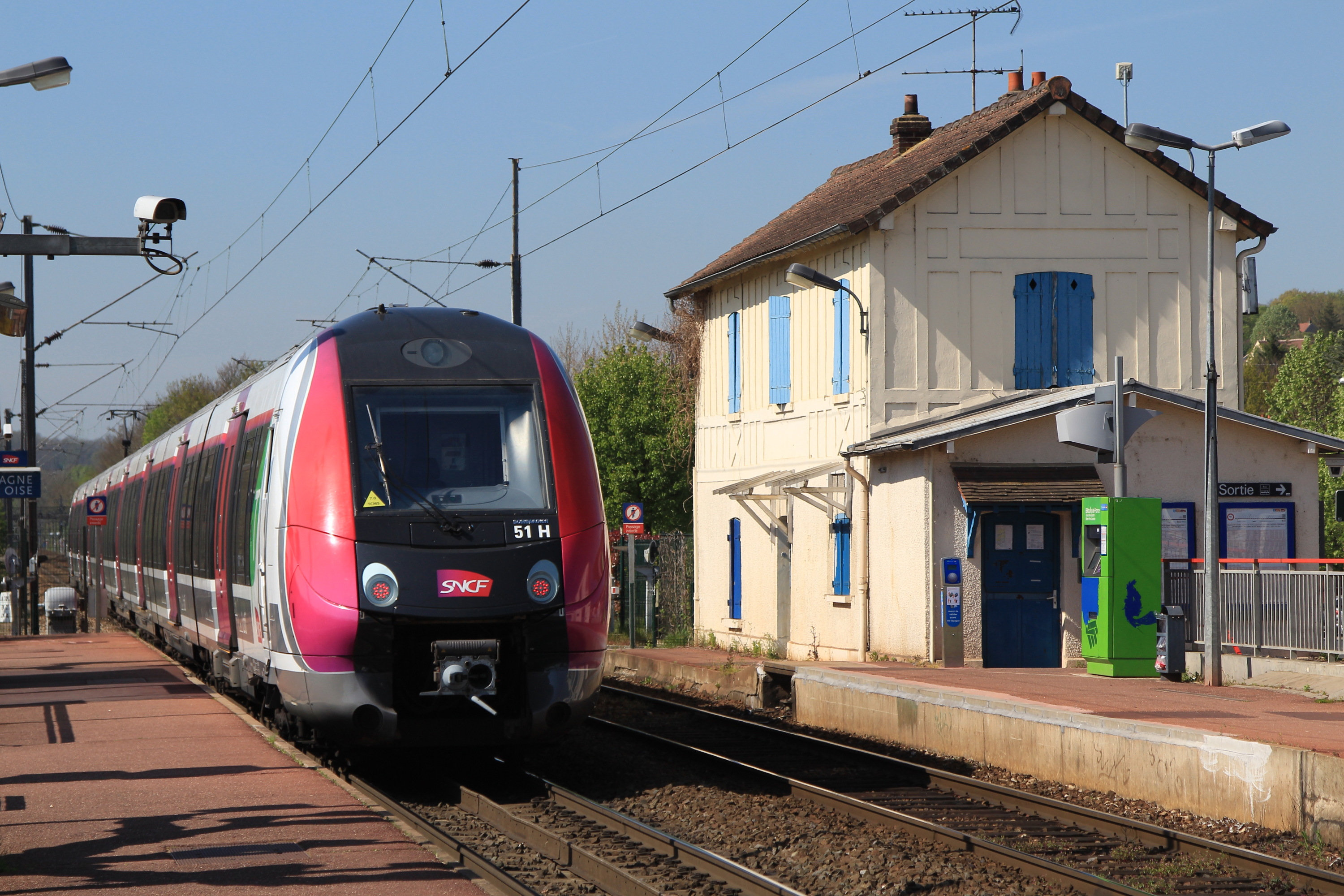
Train en provenance de Persan - Beaumont et à destination de Paris-Nord repartant de la gare.
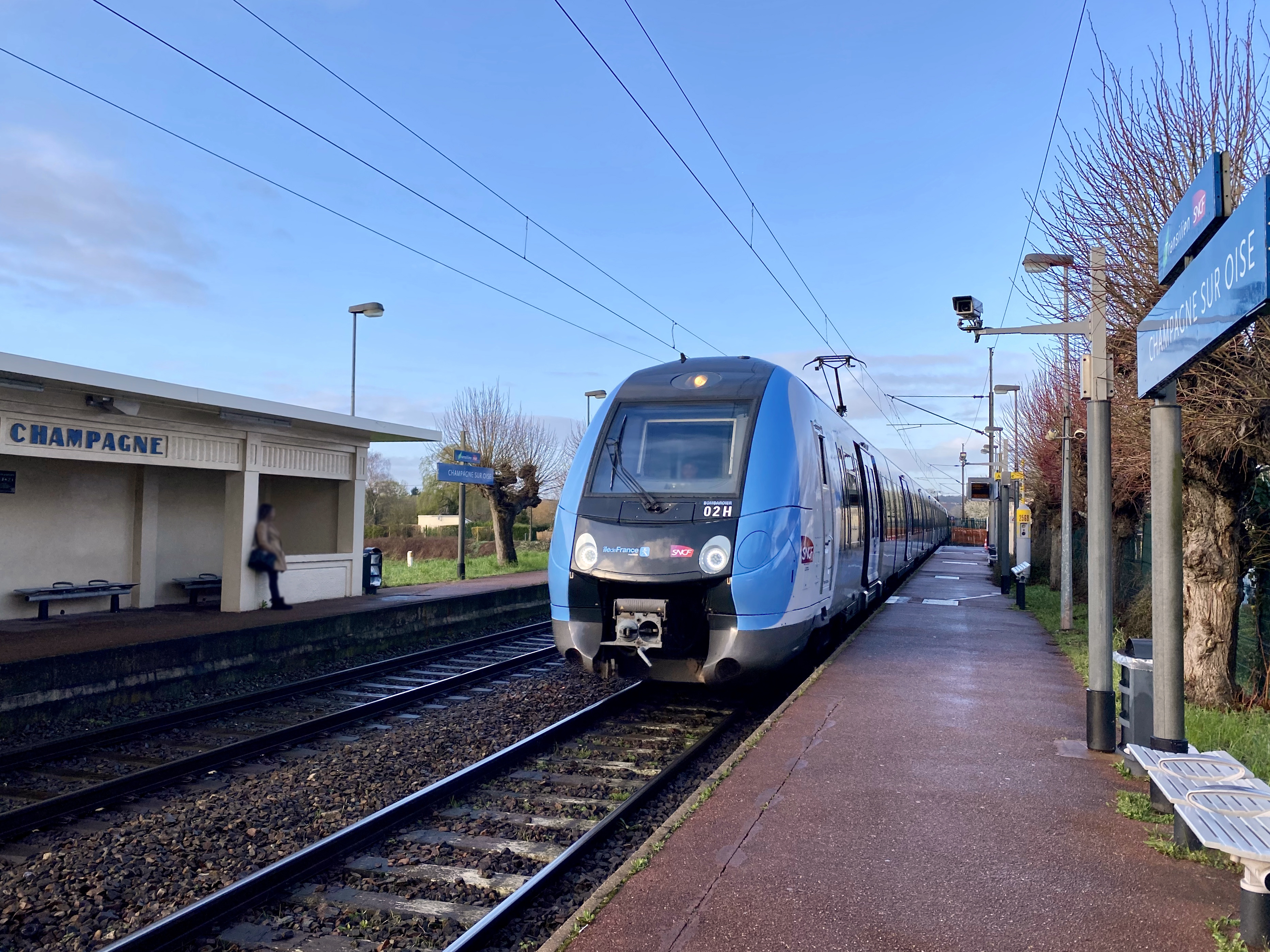
Train en provenance de Paris-Nord et à destination de Persan - Beaumont arrivant en gare.

## Galerie de photographies: de l'ancien bâtiment voyageurs au mur d'accès

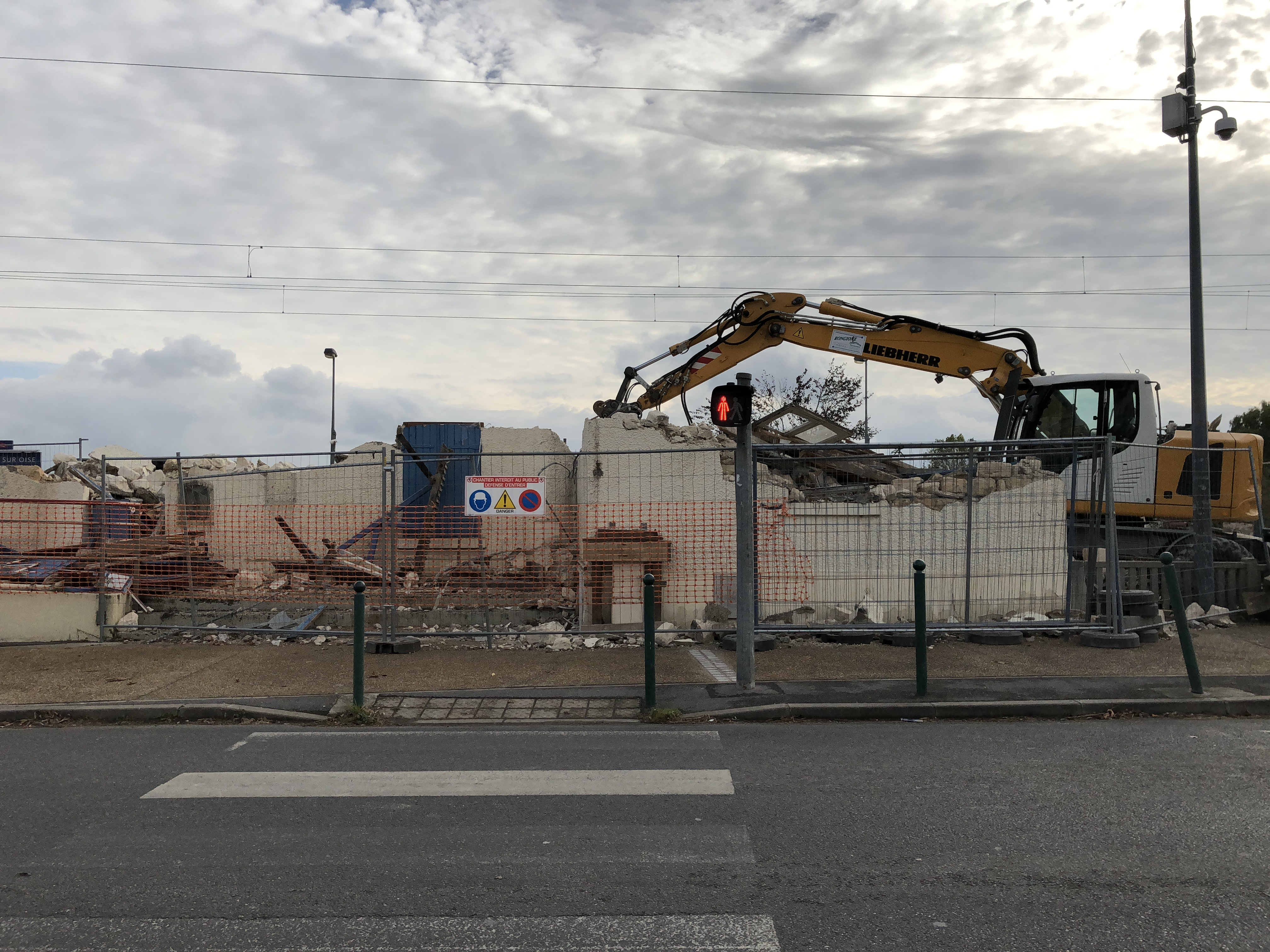
9 novembre 2017. Destruction en cours.
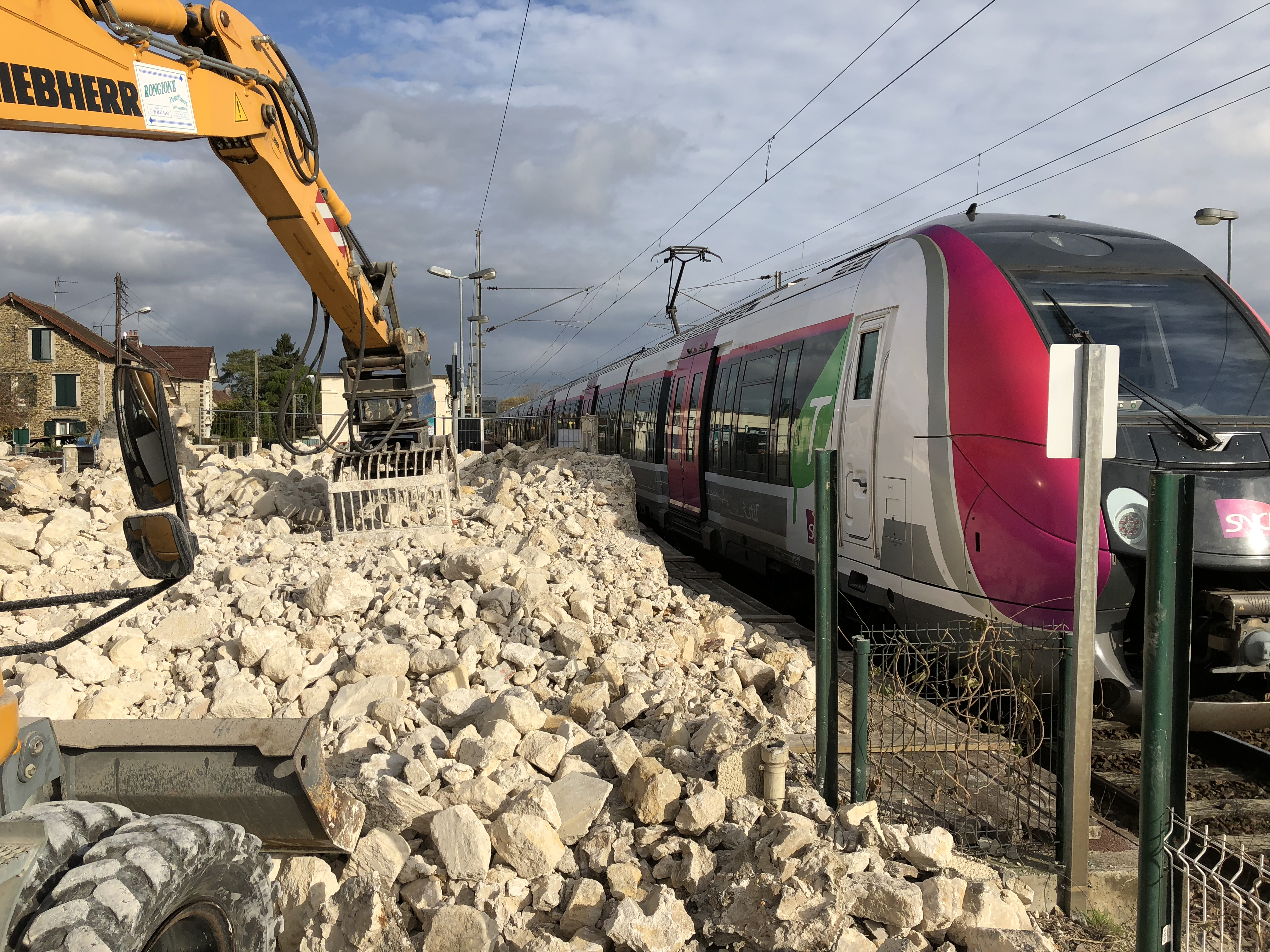
9 novembre 2017. Destruction en cours.
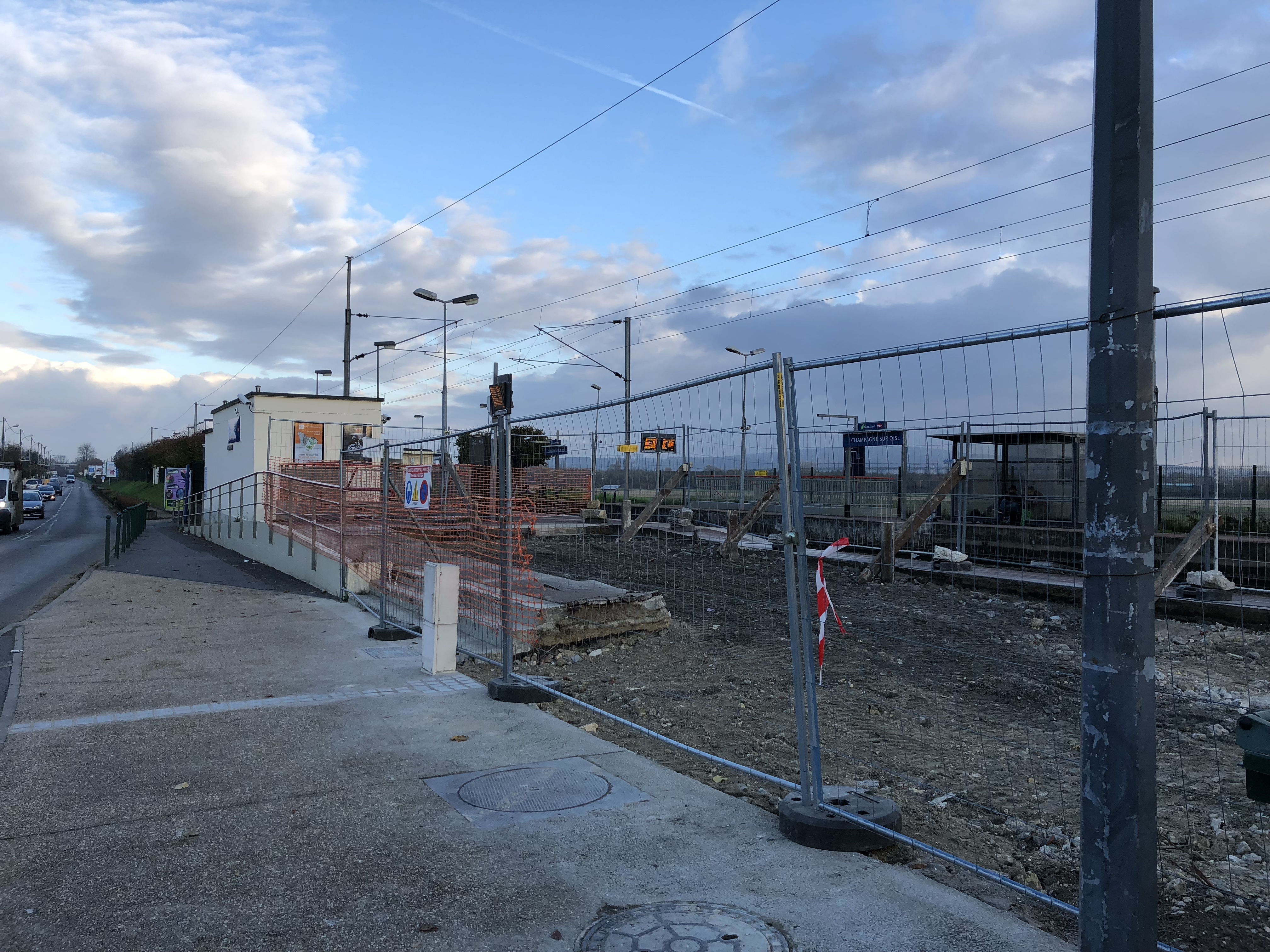
17 novembre 2017. Détruit.
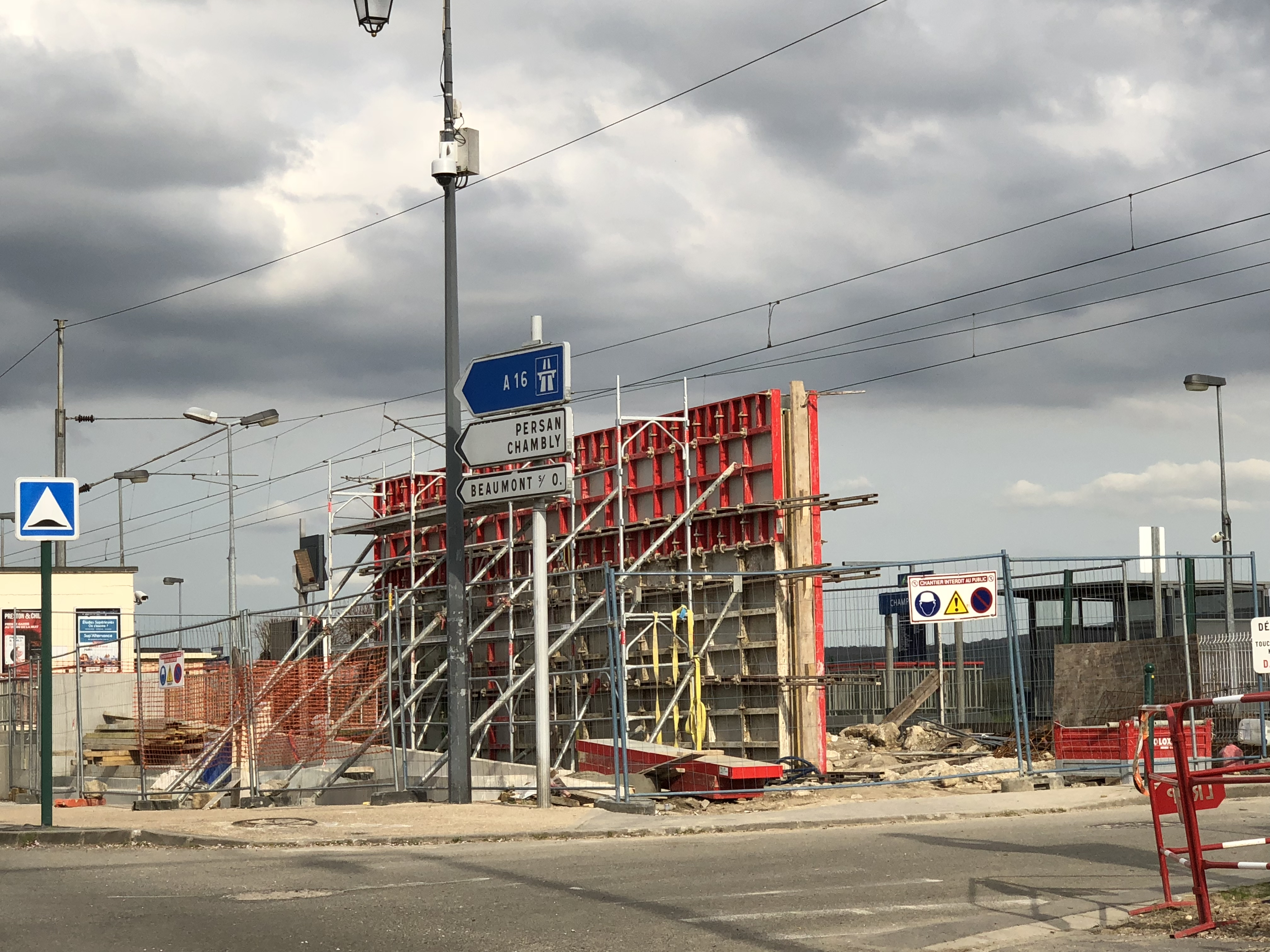
7 avril 2018. Construction en cours.
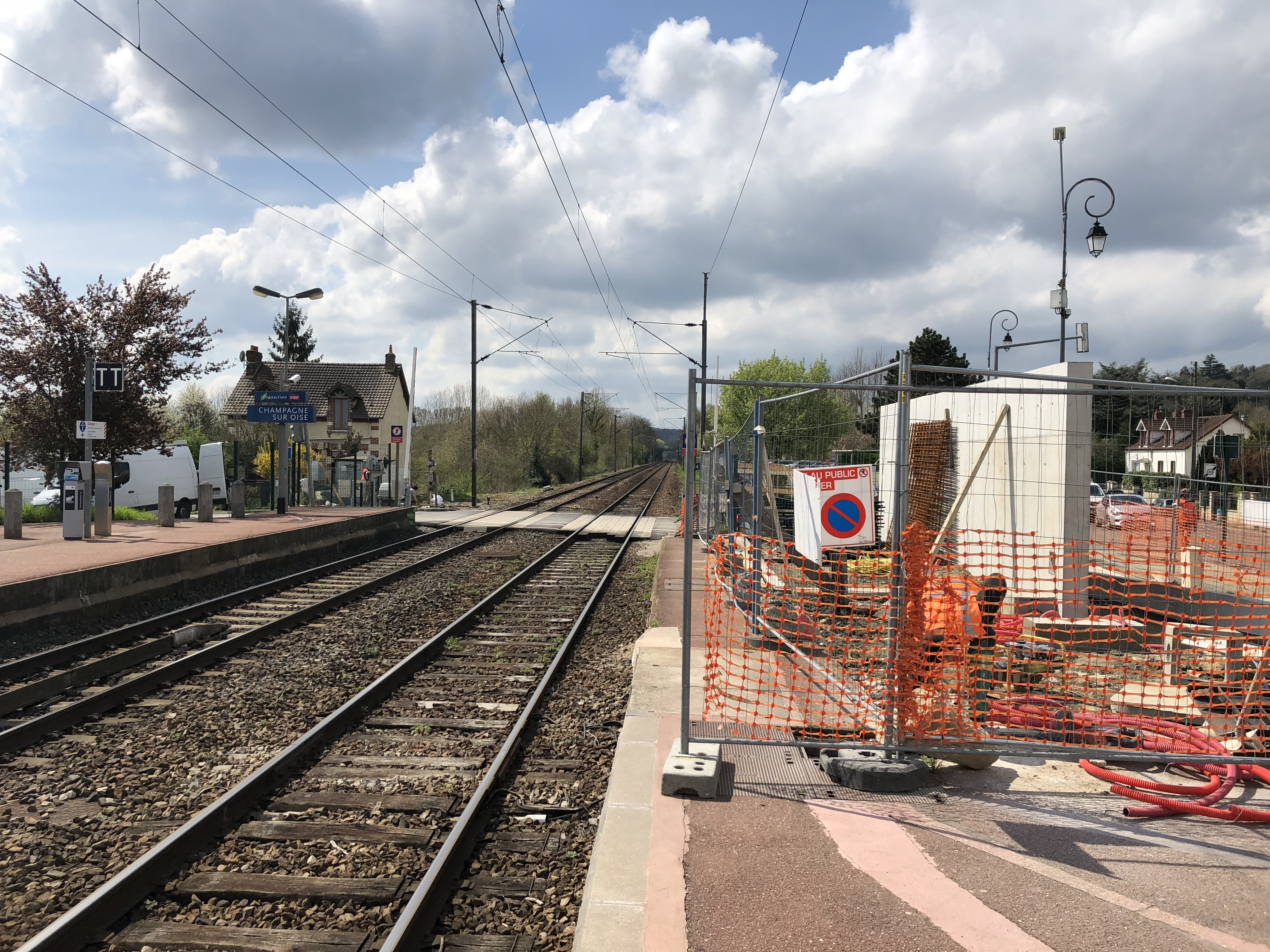
13 avril 2018. Construction en cours.
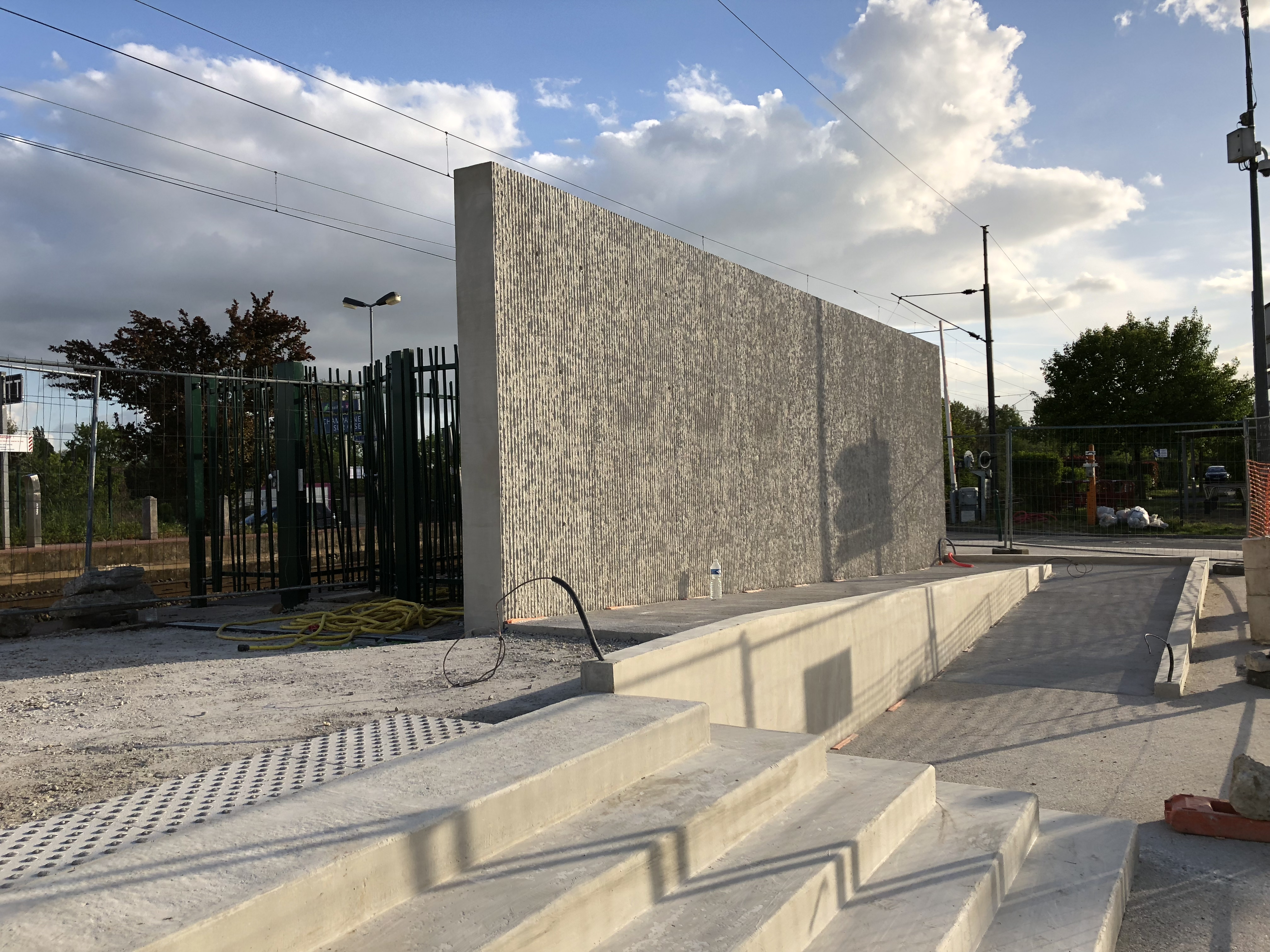
27 avril 2018. Construction quasi terminée, l'accès ouvre une semaine après et la signalétique est posée deux semaines après.